# Fabio Santus
Fabio Santus (* 26. Mai 1976 in Clusone) ist ein ehemaliger italienischer Skilangläufer.

## Karriere
Santus, der für den C.S. Carabinieri startete, trat erstmals bei den Europäischen Olympischen Winter-Jugendtagen 1993 in Aosta in Erscheinung. Dort gewann er die Bronzemedaille über 10 km Freistil. Zwei Jahre später holte er bei den Nordischen Junioren-Skiweltmeisterschaften in Gällivare Silber über 30 km Freistil und Gold mit der italienischen Staffel. Bei den folgenden Nordischen Junioren-Skiweltmeisterschaften 1996 in Asiago gewann er umgekehrt die Goldmedaille über 30 km Freistil und Silber mit der Staffel. Sein erstes Weltcuprennen lief er im Dezember 1996 in Brusson, welches er auf den 48. Platz über 15 km Freistil beendete. Im Dezember 1999 holte er in Sappada mit dem 26. Rang über 15 km Freistil seine ersten Weltcuppunkte. Bei seiner ersten Olympiateilnahme 2002 in Salt Lake City belegte er den 26. Platz über 50 km klassisch. Im folgenden Jahr kam er bei den Nordischen Skiweltmeisterschaften 2003 im Val di Fiemme auf den 19. Platz über 50 km Freistil. Seine beste Saison im Weltcup lief er 2003/04. Zu Beginn der Saison erreichte er in Beitostølen mit dem sechsten Platz über 15 km Freistil seine erste Top-Zehn-Platzierung im Weltcup. Im weiteren Saisonverlauf kam er bei Einzelrennen weitere drei Mal unter den ersten Zehn. Dabei erreichte er im Januar 2004 in Falun mit dem fünften Platz im 30-km-Verfolgungsrennen seine beste Einzelplatzierung im Weltcup. Die Saison beendete er auf den 28. Platz im Gesamtweltcup und den 19. Rang im Distanzweltcup. Bei den Nordischen Skiweltmeisterschaften 2005 in Oberstdorf errang er den 35. Platz im 50-km-Massenstartrennen. Im folgenden Jahr belegte er bei den Olympischen Winterspielen 2006 in Turin den 33. Platz über 15 km klassisch, den 19. Rang im 50-km-Massenstartrennen und den 16. Platz im 30-km-Verfolgungsrennen. Im Februar 2007 erreichte er in Davos mit dem zweiten Rang mit der Staffel seine erste und einzige Podestplatzierung im Weltcup. Im selben Monat errang er bei den Nordischen Skiweltmeisterschaften 2007 in Sapporo den 30. Platz über 15 km Freistil. Die Tour de Ski 2007/08 beendete er auf den 23. Platz.
Ab der Saison 2008/2009 bis 2014 nahm Santus vorwiegend an Rennen des Skilanglauf-Marathon-Cups teil, bei den er in der Saison 2009/10 den ersten Platz und 2010/11 den zweiten Rang in der Gesamtwertung belegte. Dabei siegte er beim Engadin Skimarathon (2009), beim Dolomitenlauf (2010, 2011, 2012), beim American Birkebeiner (2010) und beim La Sgambeda (2010). Ebenfalls gewann er 2009 den Toblach–Cortina über 40 km klassisch.

## Erfolge

### Siege bei Worldloppet-Cup-Rennen
Anmerkung: Vor der Saison 2015/16 hieß der Worldloppet Cup noch Marathon Cup.
| Nr. | Datum             | Ort            | Rennen               | Disziplin                  |
| --- | ----------------- | -------------- | -------------------- | -------------------------- |
| 1.  | 8. März 2009      | Maloja–S-chanf | Engadin Skimarathon  | 42 km Freistil Massenstart |
| 2.  | 24. Januar 2010   | Lienz          | Dolomitenlauf        | 42 km Freistil Massenstart |
| 3.  | 27. Februar 2010  | Hayward        | American Birkebeiner | 52 km Freistil Massenstart |
| 4.  | 19. Dezember 2010 | Livigno        | La Sgambeda          | 42 km Freistil Massenstart |
| 5.  | 23. Januar 2011   | Lienz          | Dolomitenlauf        | 42 km Freistil Massenstart |
| 6.  | 22. Januar 2012   | Lienz          | Dolomitenlauf        | 42 km Freistil Massenstart |

### Sonstige Siege bei Skimarathon-Rennen
- 2009 Toblach–Cortina, 40 km klassisch

## Teilnahmen an Weltmeisterschaften und Olympischen Winterspielen

### Olympische Spiele
- 2002 Salt Lake City: 26. Platz 50 km klassisch
- 2006 Turin: 16. Platz 30 km Verfolgung, 19. Platz 50 km Freistil Massenstart, 33. Platz 15 km klassisch

### Nordische Skiweltmeisterschaften
- 2003 Val di Fiemme: 19. Platz 50 km Freistil
- 2005 Oberstdorf: 35. Platz 50 km klassisch Massenstart
- 2007 Sapporo: 30. Platz 15 km Freistil

## Platzierungen im Weltcup

### Weltcup-Statistik
Die Tabelle zeigt die erreichten Platzierungen im Einzelnen.
- 1.–3. Platz: Anzahl der Podiumsplatzierungen
- Top 10: Anzahl der Platzierungen unter den ersten zehn
- Punkteränge: Anzahl der Platzierungen innerhalb der Punkteränge
- Starts: Anzahl gelaufener Rennen in der jeweiligen Disziplin
- Hinweis: Bei den Distanzrennen erfolgt die Einordnung gemäß FIS.

| Platzierung         | Distanzrennen a | Distanzrennen a | Distanzrennen a | Distanzrennen a | Distanzrennen a | Skiathlon Verfolgung | Sprint | Etappen- rennen b | Gesamt | Team c | Team c  |
| Platzierung         | ≤ 5 km          | ≤ 10 km         | ≤ 15 km         | ≤ 30 km         | > 30 km         | Skiathlon Verfolgung | Sprint | Etappen- rennen b | Gesamt | Sprint | Staffel |
| ------------------- | --------------- | --------------- | --------------- | --------------- | --------------- | -------------------- | ------ | ----------------- | ------ | ------ | ------- |
| 1. Platz            |                 |                 |                 |                 |                 |                      |        |                   |        |        |         |
| 2. Platz            |                 |                 |                 |                 |                 |                      |        |                   |        |        | 1       |
| 3. Platz            |                 |                 |                 |                 |                 |                      |        |                   |        |        |         |
| Top 10              |                 |                 | 4               |                 | 1               | 4                    |        |                   | 9      |        | 13      |
| Punkteränge         |                 | 1               | 13              | 12              | 6               | 20                   |        | 1                 | 53     |        | 19      |
| Starts              | 3               | 11              | 41              | 19              | 8               | 25                   | 8      | 2                 | 117    |        | 19      |
| Stand: Karriereende |                 |                 |                 |                 |                 |                      |        |                   |        |        |         |

### Weltcup-Gesamtplatzierungen
| Saison    | Gesamt | Gesamt | Distanz | Distanz |
| Saison    | Punkte | Platz  | Punkte  | Platz   |
| --------- | ------ | ------ | ------- | ------- |
| 1999/2000 | 6      | 111.   | -       | -       |
| 2000/01   | -      | -      | -       | -       |
| 2001/02   | 11     | 115.   | -       | -       |
| 2002/03   | 13     | 102.   | -       | -       |
| 2003/04   | 215    | 28.    | 215     | 19.     |
| 2004/05   | 74     | 58.    | 74      | 36.     |
| 2005/06   | 154    | 36.    | 154     | 23.     |
| 2006/07   | 18     | 115.   | 18      | 66.     |
| 2007/08   | 112    | 57.    | 80      | 41.     |
| 2008/09   | 32     | 105.   | 32      | 61.     |
| 2009/10   | -      | -      | -       | -       |
| 2010/11   | -      | -      | -       | -       |
| 2011/12   | 6      | 146.   | 6       | 91.     |